# Carl H. Fulda
Carl H. Fulda (geboren 22. August 1909 in Berlin; gestorben 5. Januar 1975) war ein deutsch-US-amerikanischer Wirtschaftsrechtler.

## Leben
Karl Hermann Fulda war ein Sohn des Schriftstellers Ludwig Fulda und seiner zweiten Frau Helene Hermann. Er wurde 1931 in Freiburg im Breisgau mit einer Dissertation zum Urheberrecht promoviert. Nach der Machtübergabe an die Nationalsozialisten 1933 emigrierte er nach Frankreich. 1935 heiratete er die Elsässerin Gabriella Gros, aus der Ehe gingen die Söhne Thomas R. und John A. Fulda hervor. Die Familie emigrierte 1936 in die USA, wo Fulda nochmals einen juristischen Abschluss an der Yale University erwerben musste. Er wurde 1938 zur New York Bar zugelassen und arbeitete 1939 bis 1941 bei der New York Law Revision Commission. In der Folge arbeitete er unter anderem für die Court Review Division, die Office of Price Administration und das Department of Treasury. Seine Karriere als Hochschullehrer begann er 1946 an der Rutgers University. Er war danach zehn Jahre Professor an der Ohio State University; 1964 wechselte er an die University of Texas in Austin. Fulda spezialisierte sich auf das Wettbewerbsrecht und erhielt internationale Aufträge; so forschte er 1968 zur Anti-Trust-Politik der EWG in Brüssel.

## Schriften (Auswahl)
- Der Bühnenaufführungsvertrag. Berlin : Heymanns, 1932, Diss. Freiburg 1931
- Food distribution in the United States : the struggle between independents and chains. Washington, D.C. : Association of American Law Schools, 1951
- Competition in the regulated industries : Transportation. Boston : Little, Brown & Co., 1961
- Einführung in das Recht der USA. Baden-Baden : Nomos, 1965
- mit Warren Schwartz: Cases and materials on the regulation of international trade and investment. Mineola, NY : Foundation Press, 1965